# Dalane prosteri

Prosterier i Stavangers stift. Det ljusröda området på kartan är Dalane prosteri.

Dalane prosteri (norska: Dalane prosti) är ett kontrakt (prosteri, norska: prosti) i Stavangers stift inom Norska kyrkan. Kontraktet omfattar kommunerna Bjerkreim, Eigersund, Lund och Sokndal i Rogaland fylke i sydvästra Norge.
Namnet kommer från landskapet Dalane, som omfattar samma område som kontraktet.

## Socknar
Dalane prosteri består av sju socknar (norska: sokn eller sogn) inom fyra kyrkliga samfälligheter (norska: kirkelige fellesråd), motsvarande kommunerna:

### Bjerkreims kyrkliga samfällighet
- Bjerkreims socken

### Eigersunds kyrkliga samfällighet
- Egersunds socken
- Eigerøy socken
- Hellelands socken

### Lunds kyrkliga samfällighet
- Heskestads socken
- Lunds socken

### Sokndals kyrkliga samfällighet
- Sokndals socken